# Alen Sassjejew

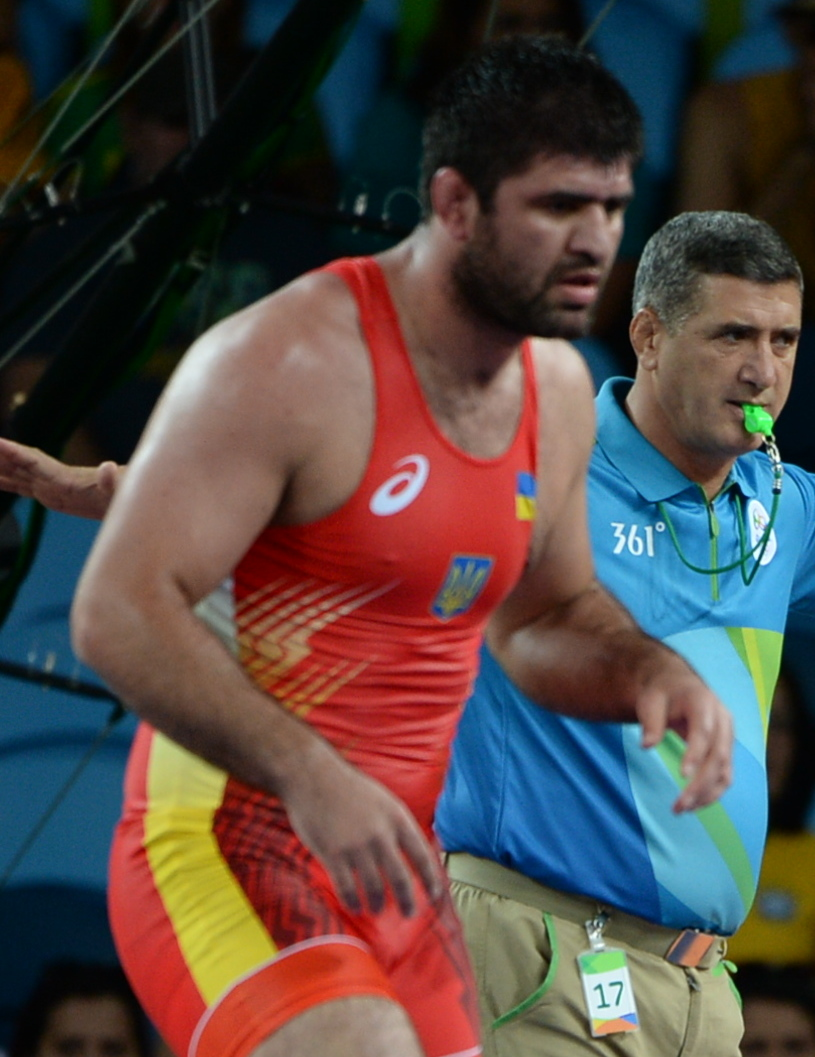
Alen Sassjejew, 2016

Alen Tajmurasowytsch Sassjejew (ukrainisch Ален Таймуразович Засєєв; russisch Ален Таймуразович Засеев Alen Taimurasowitsch Sassejew; * 10. Oktober 1988) ist ein ukrainischer Ringer ossetischer Herkunft. Er wurde 2013 Vize-Europameister und Vize-Weltmeister im freien Stil im Schwergewicht.

## Werdegang
Alen Sassjejew begann als Jugendlicher im Jahre 1997 in seiner Heimat Nord-Ossetien mit dem Ringen. Er konzentrierte sich dabei auf den freien Stil. Er entwickelte sich schon im Juniorenalter zu einem hervorragenden Ringer. Trainiert wurde bzw. wird er von Ruslan Sawlochow, Ruslan Rubajew und Wladimir Burajew. Er ist Student, lebt aber vom Ringen. Bei einer Größe von 1,89 Metern startete er lange im Halbschwergewicht, wechselte aber Ende des Jahres 2012 in das Schwergewicht.
Als Junior wurde er, noch für Russland startend, im Jahre 2005 in Tirana Junioren-Europameister (Cadets) in der Gewichtsklasse bis 100 kg. 2007 wurde er in Peking hinter Waleri Andriizew, Ukraine, Junioren-Vizeweltmeister im Halbschwergewicht und im Jahre 2008 in Istanbul Junioren-Weltmeister im Halbschwergewicht vor Schamil Dibirow, Ukraine und Komeil Ghasemi, Iran.
Im Jahre 2009 belegte er als Senior beim wichtigsten russischen Ringerturnier, dem "Iwan-Yarigin"-Golden-Grand-Prix in Krasnojarsk hinter Georgi Ketojew, Russland, gleich einen hervorragenden 2. Platz. Im Verlaufe des Jahres 2009 kam es jedoch zu Differenzen zwischen ihm und dem russischen Ringerverband, die dazu führten, dass er für zwei Jahre gesperrt wurde und nach dem Ende der Sperre in die Ukraine wechselte.
Sein erster Start für die Ukraine bei einer internationalen Meisterschaft war dann gleich der bei der Weltmeisterschaft 2011 in Istanbul. Er unterlag dort aber im Halbschwergewicht dem Aserbaidschaner Chetag Gasjumow. Da dieser das Finale aber nicht erreichte, schied er aus und kam nur auf den 34. Platz.
Im Jahre 2012 verpasste Alen Sassjejew die Qualifikation für die Olympischen Spiele in London bei einem Turnier in Sofia mit einem 3. Platz hinter Abdussalam Gadissow, Russland und Georgi Gogschelidse, Georgien, nur ganz knapp. Ein 2. Platz hätte für die Qualifikation ausgereicht.
Ende des Jahres 2012 entschloss er sich aus dem Halbschwer- in das Schwergewicht zu wechseln, um dem ständigen kräftezehrenden Abtrainieren zu entgehen. Eine Maßnahme, die sich schnell bezahlt machte, denn auch in dieser neuen Gewichtsklasse gehörte er sofort zu den ukrainischen Spitzenringern. In einem internationalen Turnier in Kiew im Februar 2013 siegte er vor seinem ukrainischen Hauptkonkurrenten Oleksandr Chozjaniwskyj und dem Olympiadritten von 2012 Dawit Modsmanaschwili, Georgien und wurde daraufhin für die Europameister 2013 in Tiflis nominiert. In Tiflis besiegte er Alexander Romanow, Moldawien, Nick Matuhin, Deutschland und Geno Petriaschwili, Georgien und stand damit im Finale gegen Taha Akgül aus der Türkei, gegen den er knapp nach Punkten verlor. Er wurde damit Vize-Europameister. Alen Sassjejew konnte auch bei der Weltmeisterschaft 2013 in Budapest überzeugen. Er besiegte dort Florian Skilang Temengil, PLW, Taha Akgül, Jamaladdin Magomedow, Aserbaidschan und Tervel Dlagnev, Vereinigte Staaten und stand damit im Finale gegen Chadschimurad Gazalow aus Russland, gegen den er aber chancenlos war und vorzeitig verlor. Er wurde damit Vize-Weltmeister.

## Internationale Erfolge
| Jahr | Platz | Wettbewerb                                       | Gewichtsklasse | Ergebnisse |
| 2005 | 1.    | Junioren-EM (Cadets) in Tirana                   | bis 100 kg     | vor Boban Danow, Mazedonien und Ioannis Kargiotakis, Griechenland |
| 2007 | 2.    | Junioren-WM in Peking                            | Halbschwer     | hinter Waleri Andriizew, Ukraine, vor Komeil Ghasemi, Iran und Reza Yildirim, Türkei                                                                                               |
| 2008 | 1.    | Junioren-WM in Istanbul                          | Halbschwer     | vor Schamil Dibirow, Ukraine, Komeil Ghasemi und Clayton Foster, USA |
| 2009 | 2.    | "Iwan-Yarigin"-Golden-Grand-Prix in Krasnojarsk  | Halbschwer     | hinter Georgi Ketojew, Russland, vor Mechman Imangulijew, Aserbaidschan und Arslanbek Alijew, Russland                                                                             |
| 2009 | 2.    | Welt-Cup in Teheran                              | Halbschwer     | hinter Saeed Abrahimi, Iran, vor Chetag Gasjumow, Aserbaidschan und Abdul Ammajew, Usbekistan                                                                                      |
| 2009 | 3.    | Golden-Grand-Prix in Baku                        | Halbschwer     | hinter Kurban Kurbanow, Usbekistan und Arslanbek Alijew |
| 2011 | 34.   | WM in Istanbul                                   | Halbschwer     | nach einer Niederlage gegen Chetag Gasjumow |
| 2011 | 5.    | Ramasan-Kadyrow-Cup in Grosny                    | Halbschwer     | hinter Magomed Musajew, Kirgisistan, Juri Belonowski, Russland, Silam Schabajew, Russland und Schamil Achmedow, Russland                                                           |
| 2012 | 2.    | Intern. Turnier in Kiew                          | Halbschwer     | hinter Waleri Andriizew, vor Elisbar Odikadse, Georgien und Naurus Srapilewitsch Temresow, Aserbaidschan                                                                           |
| 2012 | 3.    | Olympia-Qualif.-Turnier in Sofia                 | Halbschwer     | hinter Abdussalam Gadissow, Russland und Georgi Gogschelidse, Georgien |
| 2012 | 1.    | Schwarzmeer-Turnier in Odessa                    | Halbschwer     | vor Nicolae Ceban, Moldawien, Chetag Pliew, Kanada und Pawlo Oleinik, Ukraine |
| 2012 | 3.    | Interkontinental-Cup in Chassavyurt              | Schwer         | hinter Giorgi Sakandelidse, Georgien und Magomedgadschi Nurasulow, Russland |
| 2013 | 1.    | Intern. Turnier in Kiew                          | Schwer         | vor Oleksandr Chozjaniwskyj, Ukraine, Dawit Modsmanaschwili, Georgien und Dániel Ligeti, Ungarn                                                                                    |
| 2013 | 2.    | EM in Tiflis                                     | Schwer         | nach Siegen über Alexander Romanow, Moldawien, Nick Matuhin, Deutschland und Geno Petriaschwili, Georgien und einer Niederlage gegen Taha Akgül, Türkei                            |
| 2013 | 2.    | "Ali-Alijew"-Memorial in Machatschkala           | Schwer         | hinter Aslan Dsebischow, Aserbaidschan, vor Kurban Kurbanow, Usbekistan und Dániel Ligeti, Ungarn                                                                                  |
| 2013 | 2.    | "Stepan-Sargisjan"-Memorial in Vanadzor/Armenien | Schwer         | hinter Giorgi Sakanelidse, Georgien, vor Dawit Modsmanaschwili, Georgien und Aiaal Lasarew, Kirgisistan                                                                            |
| 2013 | 2.    | WM in Budapest                                   | Schwer         | nach Siegen über Florian Skilang Temengil, PLW, Taha Akgül, Jamaladdin Magomedow, Aserbaidschan und Tervel Dlagnev, USA und einer Niederlage gegen Chadschimurad Gazalow, Russland |

## Erläuterungen
- alle Wettkämpfe im freien Stil
- WM = Weltmeisterschaft, EM = Europameisterschaft
- Halbschwergewicht, Gewichtsklasse bis 96 kg, Schwergewicht, bis 120 kg Körpergewicht